# Булар Батыр (село)
Булар Батыр (каз. Бұлар батыр, до 199? г. — Заимка) — сел в Кордайском районе Жамбылской области Казахстана. Входит в состав Сортобинского сельского округа. Находится примерно в 48 км к юго-востоку от районного центра, села Кордай. Код КАТО — 314854200.

## Население
В 1999 году население села составляло 1118 человек (567 мужчин и 551 женщина). По данным переписи 2009 года, в селе проживало 2537 человек (1259 мужчин и 1278 женщин).